# Dodo Greene
Dodo Greene, (Buffalo, 1924. január 18. – Buffalo, 2006. július 21.) amerikai dzsesszénekesnő.

## Pályafutása
Dodo Greene amerikai dzsesszénekesnő volt. 1924-ben született a New York állambeli Buffalóban. Korán, 7-8 évesen kezdett énekelni, amikor beválasztották a „Buster Brown Shoes Amateur Hour” rádióműsorba. Gyakran nyert a műsorban, miért cipőkkel jutalmazták őt és családját. Dodo tehetségét egy helyi zenetanár fejlesztette. Ezen tapasztalatoknak és saját tehetségének köszönhetően rabul ejtette a show-biznisz. Lehetőséget kapott arra, hogy Cozy Cole zenekarában énekesnő legyen, ami karrierjét aztán el is indította. Az Amerikai Egyesült Államok keleti partvidékén és Chicago klubjaiban lépett fel. Az 1960-as években két albumot adott ki, ami után nemzetközi turnékon vett részt.
1959-ben New Yorkba költözött, hogy Cab Calloway revüműsoraiban szerepeljen a Winter Garden Theatre-ben.
Felvették első albumát a Time Recordsnál „Ain't What You Do” címmel. 1962-ben leszerződött a Blue Note-hoz. Ott is egyegyetlen albuma készült, a „My Hour of Need”.
Greene hazatért Buffalóba. 1997-ben beválasztották a Buffalo Music Hall of Fame-be. A 2000-es évek elején is folytatta fellépéseit.

## Albumok
- Ain't What You Do (1960, 2004)
- My Hour of Need (1962)